# Mary Tamm
Mary Tamm (Bradford, Yorkshire del Oeste, Inglaterra, 22 de marzo de 1950-Londres, 26 de julio de 2012) fue una actriz inglesa, conocida por su papel de Romana en la serie de ciencia ficción Doctor Who.

## Biografía
De ascendencia estonia, Mary nació en Bradford. Fue graduada y miembro de la Royal Academy of Dramatic Art. Empezó a actuar en Birminghan en 1971. Se mudó a Londres en 1972 y apareció en el musical Madre Tierra. Antes de participar en Doctor Who, actuó en varias películas, siendo las más notables Odessa (1973) y The Likely Lads (1976). En 1981 interpretó a Rhoda Dawes de Cartas sobre la mesa, en el Vaudeville Theatre.
Al principio, no estaba interesada en actuar en Doctor Who, pensando que el papel era simplemente el de una "damisela en apuros". Sin embargo, cambió de opinión cuando los productores le aseguraron que Romana (quien ella interpretaría) sería de la misma casta y, por lo tanto, tan importante como él. Tamm abandonó la serie tras tan solo una temporada, porque pensaba que el personaje había vuelto a la forma tradicional de una asistenta y ya no podría desarrollarse más.
Después de abandonar la serie, interpretó varios papeles en series de la BBC One. También hizo de Penny Crosbie en Brookside (1993-1996), Yvonne Edwards en The Eustace Bros. (2002) y de otros personajes.
Falleció el 26 de julio de 2012 tras luchar contra el cáncer durante 18 meses.